# 勘解由小路光潔
勘解由小路光潔（かでのこうじ 、みつきよ、元禄11年（1698年）2月21日 - 享保17年（1732年）1月5日）は、江戸時代中期の公卿。

## 官歴
- 宝永7年（1710年）：侍従、従五位上
- 正徳5年（1715年）：正五位下
- 享保4年（1719年）：従四位下
- 享保7年（1722年）：権右中弁、従四位上
- 享保11年（1726年）：正四位下
- 享保12年（1727年）：右中弁
- 享保15年（1730年）：式部権大輔
- 享保16年（1731年）：従三位

## 系譜
- 父：勘解由小路韶光
- 弟：勘解由小路音資